# O wozie, co każde koło miał inne
O wozie, co każde koło miał inne (ros. Разные колёса) – radziecki krótkometrażowy film animowany z 1960 roku w reżyserii Leonida Amalrika oparty na podstawie bajki Władimira Sutiejewa Każde koło inne (znanej także pod alternatywnym tytułem Cztery kółka lub Nierówne kółka).

## Fabuła
Ludowa przypowieść o niedźwiedziu-samochwale, który skonstruował wóz nie znając przy tym zasady budowy kół. W trakcie jazdy próbnej wóz rozpada się na części, a obrażony niedźwiedź układa się do snu. Tymczasem porzucony wóz wykorzystują w swoim gospodarstwie leśne zwierzęta. Wściekły niedźwiedź pragnie odzyskać swoją własność. Widząc jednak, jak można wykorzystać koła w sposób użyteczny, zabiera się do budowy kolejnych kół.

## Obsada (głosy)
- Iwan Lubieznow jako Niedźwiedź
- M. Tarchowa jako Żaba
- Jelena Ponsowa jako Sroka
- Gieorgij Wicyn jako Kogut
- Jurij Chrżanowski jako Jeżyk

## Animatorzy
Tatjana Taranowicz, Iosif Kurojan, Wadim Dołgich, Lidija Riezcowa, Rienata Mirienkowa, Władimir Karp, Aleksandr Dawydow, Fiodor Chitruk, Anatolij Pietrow, Boris Czani, Iwan Dawydow

## Literatura
- W. Sutiejew, Nierówne kółka, przekład Wanda Trzcińska, Nasza Księgarnia, Warszawa 1955.